# BPERバンカ
BPERバンカ（ビーペルバンカ、伊: BPER Banca S.p.A.）は、イタリアの銀行グループ。本社をエミリア＝ロマーニャ州のモデナに置き、イタリアの商業銀行として有数の規模を持つ。イタリア証券取引所上場企業（BIT: BPE）。

## 沿革
1867年に設立されたモデナ協同銀行（Banca Popolare di Modena）を源流とする。1970年代からエミリア地域の銀行の間で合併の機運が生じ、1984年1月にボローニャ協同組合銀行（Banca Cooperativa di Bologna）と合併しエミリア協同銀行（Banca Popolare dell'Emilia）が発足、1992年5月にはロマーニャ地域に基盤を持つチェゼーナ協同銀行（Banca Popolare di Cesena）と合併し、エミリア＝ロマーニャ協同銀行（Banca Popolare dell'Emilia Romagna）となった。
2016年12月、エミリア＝ロマーニャ協同銀行の頭文字に由来する略称BPERを正式な銀行名に変更した。2019年8月にUnipol銀行を、2022年11月にCarige銀行を買収した。
グループとしては、サルデーニャ銀行（Banco di Sardegna S.p.A.）やBPER銀行ルクセンブルク（BPER Bank Luxembourg S.A.）などを100％子会社として保有している。

## 絵画館
BPERバンカは、エミリア＝ロマーニャ州地域の画家の絵画を中心に購入しコレクションとしてきたことでも知られ、創業の地であるモデナの絵画館「La Galleria BPER Banca」で作品の展示を行っている。